# Liste der Baudenkmäler in Vintl
Die Liste der Baudenkmäler in Vintl (italienisch Vandoies) enthält die 34 als Baudenkmäler ausgewiesenen Objekte auf dem Gebiet der Gemeinde Vintl in Südtirol.
Basis ist das im Internet einsehbare offizielle Verzeichnis der Baudenkmäler in Südtirol. Dabei kann es sich beispielsweise um Sakralbauten, Wohnhäuser, Bauernhöfe und Adelsansitze handeln. Die Reihenfolge in dieser Liste orientiert sich an der Bezeichnung, alternativ ist sie auch nach der Adresse oder dem Datum der Unterschutzstellung sortierbar.

## Liste
| Foto |                 | Bezeichnung                                                                                         | Standort                                                                          | Eintragung                   | Beschreibung                  | Metadaten                                              |
| ---- | --------------- | --------------------------------------------------------------------------------------------------- | --------------------------------------------------------------------------------- | ---------------------------- | ----------------------------- | ------------------------------------------------------ |
| ja   | Datei hochladen | Alte Pfarrkirche ID: 17866                                                                          | Kirchweg 46° 48′ 55″ N, 11° 43′ 13″ O Fraktion: Niedervintl                       | 17. Feb. 1986 (BLR-LAB 573)  | Kirche                        | KG: Niedervintl Bauparzelle: 20                        |
| ja   | Datei hochladen | Bahnhof Vintl ID: 50409                                                                             | 46° 48′ 54″ N, 11° 43′ 23″ O Fraktion: Niedervintl                                | 5. Apr. 2004 (BLR-LAB 1083)  | Bahnhof/Remise                | KG: Niedervintl Bauparzelle: 23/3                      |
| ja   | Datei hochladen | Baumgartner ID: 17878                                                                               | Dörfl 46° 48′ 42″ N, 11° 45′ 56″ O Fraktion: Obervintl                            | 27. Jan. 1950 (MD)           | Ländliches Wohnhaus/Bauernhof | KG: Obervintl Bauparzelle: 37                          |
| ja   | Datei hochladen | Bildstock Haslach ID: 17873                                                                         | 46° 49′ 4″ N, 11° 42′ 21″ O Fraktion: Niedervintl                                 | 17. Feb. 1986 (BLR-LAB 573)  | Bildstock                     | KG: Niedervintl Grundparzelle: 1708                    |
| BW   | Datei hochladen | Burgruine Vintl ID: 17872                                                                           | 46° 49′ 5″ N, 11° 43′ 1″ O Fraktion: Niedervintl                                  | 27. Jan. 1950 (MD)           | Burgruine                     | KG: Niedervintl Grundparzelle: 192                     |
| BW   | Datei hochladen | Burgstaller mit Kapelle ID: 17869                                                                   | Sergser Straße 3 46° 49′ 26″ N, 11° 43′ 18″ O Fraktion: Niedervintl               | 17. Feb. 1986 (BLR-LAB 573)  | Ländliches Wohnhaus/Bauernhof | KG: Niedervintl Bauparzelle: 109, 110                  |
| ja   | Datei hochladen | Dorferkapelle ID: 17887                                                                             | 46° 53′ 55″ N, 11° 42′ 7″ O Fraktion: Pfunders                                    | 23. Mai 2011 (BLR-LAB 827)   | Kapelle                       | KG: Pfunders Bauparzelle: 275, 91                      |
| ja   | Datei hochladen | Eggerkapelle ID: 17886                                                                              | Eggerseiter Straße 46° 54′ 4″ N, 11° 41′ 56″ O Fraktion: Pfunders                 | 17. Feb. 1986 (BLR-LAB 573)  | Kapelle                       | KG: Pfunders Bauparzelle: 264                          |
| BW   | Datei hochladen | Grafmühle ID: 17882                                                                                 | 46° 53′ 57″ N, 11° 42′ 11″ O Fraktion: Pfunders                                   | 17. Feb. 1986 (BLR-LAB 573)  | Mühle                         | KG: Pfunders Bauparzelle: 88                           |
| ja   | Datei hochladen | Gruben ID: 17868                                                                                    | Bartlmä-von-Guggenberg-Straße 3 46° 49′ 1″ N, 11° 43′ 12″ O Fraktion: Niedervintl | 17. Feb. 1986 (BLR-LAB 573)  | Ländliches Wohnhaus/Bauernhof | KG: Niedervintl Bauparzelle: 37/1, 38                  |
| ja   | Datei hochladen | Herz-Jesu-Kapelle beim Unterweglechen ID: 17880                                                     | Schaldern 46° 52′ 42″ N, 11° 43′ 13″ O Fraktion: Pfunders                         | 17. Feb. 1986 (BLR-LAB 573)  | Kapelle                       | KG: Pfunders Bauparzelle: 4, 424 Grundparzelle: 1/1    |
| BW   | Datei hochladen | Huber an der Hilbe mit Kornkasten ID: 17876                                                         | Pustertaler Straße 12 46° 48′ 54″ N, 11° 44′ 53″ O Fraktion: Obervintl            | 17. Feb. 1986 (BLR-LAB 573)  | Ländliches Wohnhaus/Bauernhof | KG: Obervintl Bauparzelle: 10, 11                      |
| BW   | Datei hochladen | Jenewein ID: 17883                                                                                  | Eggerseiter Straße 7 46° 54′ 14″ N, 11° 41′ 59″ O Fraktion: Pfunders              | 17. Feb. 1986 (BLR-LAB 573)  | Ländliches Wohnhaus/Bauernhof | KG: Pfunders Bauparzelle: 103                          |
| ja   | Datei hochladen | Joggelewirt ID: 17879                                                                               | Dörfl 5 46° 48′ 40″ N, 11° 45′ 57″ O Fraktion: Obervintl                          | 17. Feb. 1986 (BLR-LAB 573)  | Ländliches Wohnhaus/Bauernhof | KG: Obervintl Bauparzelle: 41                          |
| BW   | Datei hochladen | Kammerschinkapelle ID: 17896                                                                        | Hinterdrittel 12 46° 52′ 18″ N, 11° 43′ 58″ O Fraktion: Weitental                 | 17. Feb. 1986 (BLR-LAB 573)  | Kapelle                       | KG: Weitental Bauparzelle: 187                         |
| BW   | Datei hochladen | Kapelle beim Kofler ID: 17890                                                                       | Kegelbergstraße 17 46° 50′ 43″ N, 11° 42′ 25″ O Fraktion: Weitental               | 17. Feb. 1986 (BLR-LAB 573)  | Kapelle                       | KG: Weitental Bauparzelle: 43                          |
| BW   | Datei hochladen | Kapelle beim Untersteiner ID: 17895                                                                 | Hinterdrittel 15 46° 52′ 24″ N, 11° 43′ 14″ O Fraktion: Weitental                 | 17. Feb. 1986 (BLR-LAB 573)  | Kapelle                       | KG: Weitental Bauparzelle: 116                         |
| ja   | Datei hochladen | Kapelle und Kornkasten beim Stöcklhuber ID: 17870                                                   | Sergser Straße 7 46° 49′ 24″ N, 11° 42′ 33″ O Fraktion: Niedervintl               | 17. Feb. 1986 (BLR-LAB 573)  | Kapelle                       | KG: Niedervintl Bauparzelle: 116, 117                  |
| ja   | Datei hochladen | Kornkasten beim Kröll ID: 17891                                                                     | Kegelbergstraße 19 46° 50′ 34″ N, 11° 42′ 18″ O Fraktion: Weitental               | 17. Feb. 1986 (BLR-LAB 573)  | Kornkasten                    | KG: Weitental Bauparzelle: 45                          |
| BW   | Datei hochladen | Lotterhofer ID: 17894                                                                               | Huntsdorfer Straße 44 46° 51′ 2″ N, 11° 43′ 44″ O Fraktion: Weitental             | 17. Feb. 1986 (BLR-LAB 573)  | Ländliches Wohnhaus/Bauernhof | KG: Weitental Bauparzelle: 90/1                        |
| BW   | Datei hochladen | Obergasser ID: 17881                                                                                | Sonnseiter Straße 1 46° 53′ 42″ N, 11° 42′ 19″ O Fraktion: Pfunders               | 17. Feb. 1986 (BLR-LAB 573)  | Ländliches Wohnhaus/Bauernhof | KG: Pfunders Bauparzelle: 76                           |
| BW   | Datei hochladen | Oberhuber ID: 17892                                                                                 | Waidacher Straße 24 ? 46° 50′ 36″ N, 11° 43′ 19″ O Fraktion: Weitental            | 17. Feb. 1986 (BLR-LAB 573)  | Ländliches Wohnhaus/Bauernhof | KG: Weitental Bauparzelle: 56                          |
| BW   | Datei hochladen | Orthammer ID: 17871                                                                                 | Haslacher Straße 10 46° 48′ 56″ N, 11° 41′ 25″ O Fraktion: Niedervintl            | 17. Feb. 1986 (BLR-LAB 573)  | Ländliches Wohnhaus/Bauernhof | KG: Niedervintl Bauparzelle: 146/1                     |
| ja   | Datei hochladen | Pfarrkirche Maria Verkündigung mit Grabkapelle von Guggenberg und Friedhof in Niedervintl ID: 17867 | Kirchweg 46° 48′ 55″ N, 11° 43′ 14″ O Fraktion: Niedervintl                       | 17. Feb. 1986 (BLR-LAB 573)  | Kirche                        | KG: Niedervintl Bauparzelle: 21 Grundparzelle: 120     |
| ja   | Datei hochladen | Pfarrkirche St. Martin mit Friedhofskapelle und Friedhof in Pfunders ID: 17885                      | Kirchbichl 46° 53′ 14″ N, 11° 42′ 31″ O Fraktion: Pfunders                        | 17. Feb. 1986 (BLR-LAB 573)  | Kirche                        | KG: Pfunders Bauparzelle: 205, 206 Grundparzelle: 1530 |
| ja   | Datei hochladen | Pfarrkirche St. Nikolaus mit Friedhofskapelle und Friedhof ID: 17874                                | Weisskircher Straße 46° 48′ 48″ N, 11° 45′ 19″ O Fraktion: Obervintl              | 17. Feb. 1986 (BLR-LAB 573)  | Kirche                        | KG: Obervintl Bauparzelle: 1, 2 Grundparzelle: 1       |
| ja   | Datei hochladen | Pfarrkirche St. Thomas mit Friedhofskapelle und Friedhof ID: 17888                                  | Georg-Lantschner-Straße 46° 50′ 39″ N, 11° 43′ 32″ O Fraktion: Weitental          | 17. Feb. 1986 (BLR-LAB 573)  | Kirche                        | KG: Weitental Bauparzelle: 1, 2 Grundparzelle: 1       |
| BW   | Datei hochladen | Pfarrwidum ID: 17889                                                                                | Georg-Lantschner-Straße 5 46° 50′ 38″ N, 11° 43′ 34″ O Fraktion: Weitental        | 18. Mai 1987 (BLR-LAB 2613)  | Widum/Kanonikerhaus           | KG: Weitental Bauparzelle: 5                           |
| BW   | Datei hochladen | Seng ID: 17884                                                                                      | Dunker Straße 5 46° 54′ 56″ N, 11° 41′ 18″ O Fraktion: Pfunders                   | 17. Feb. 1986 (BLR-LAB 573)  | Ländliches Wohnhaus/Bauernhof | KG: Pfunders Bauparzelle: 145                          |
| ja   | Datei hochladen | Stiegerstöckl ID: 17877                                                                             | Dörfl 1 46° 48′ 41″ N, 11° 45′ 54″ O Fraktion: Obervintl                          | 30. Okt. 2000 (BLR-LAB 4072) | Bildstock                     | KG: Obervintl Bauparzelle: 29/1, 29/2                  |
| ja   | Datei hochladen | Töpsl ID: 17875                                                                                     | Weisskicher Straße 46° 48′ 50″ N, 11° 45′ 20″ O Fraktion: Obervintl               | 10. Apr. 1989 (BLR-LAB 1864) | Ansitz                        | KG: Obervintl Bauparzelle: 6                           |
| ja   | Datei hochladen | Troyenbach ID: 17865                                                                                | Jofef-Anton-Zoller-Straße 16 46° 48′ 56″ N, 11° 43′ 11″ O Fraktion: Niedervintl   | 17. Feb. 1986 (BLR-LAB 573)  | Ansitz                        | KG: Niedervintl Bauparzelle: 19                        |
| BW   | Datei hochladen | Zasslermühle ID: 17893                                                                              | Kegelbergstraße 46° 50′ 33″ N, 11° 43′ 16″ O Fraktion: Weitental                  | 17. Feb. 1986 (BLR-LAB 573)  | Mühle                         | KG: Weitental Bauparzelle: 61/2                        |
| ja   | Datei hochladen | Zehentstadel ID: 17864                                                                              | 46° 48′ 56″ N, 11° 43′ 13″ O Fraktion: Niedervintl                                | 17. Feb. 1986 (BLR-LAB 573)  | Stadel                        | KG: Niedervintl Bauparzelle: 17                        |

Falls bei einem Baudenkmal keine Koordinaten bekannt sind, werden ersatzweise die Katasterdaten zum Zeitpunkt der Unterschutzstellung angegeben. Diese sind weder offiziell noch zwingend aktuell.
Die vom Landesdenkmalamt übernommenen Adressen können veraltet sein.
| Foto:   | Fotografie des Denkmals. Klicken des Fotos erzeugt eine vergrößerte Ansicht. Daneben finden sich zwei Symbole: |
| ID      | Identifikator beim Südtiroler Landesdenkmalamt                                                                 |
| KG      | Katastralgemeinde                                                                                              |
| MD      | Ministerialdekret                                                                                              |
| BLR-LAB | Beschluss der Landesregierung – Landesausschussbeschluss                                                       |